# Cantone di Sablé-sur-Sarthe
Il Cantone di Sablé-sur-Sarthe è una divisione amministrativa dell'arrondissement di La Flèche.
A seguito della riforma complessiva dei cantoni del 2014 è passato da 14 a 16 comuni.

## Composizione
Prima della riforma del 2014 comprendeva i comuni di:
- Asnières-sur-Vègre
- Auvers-le-Hamon
- Avoise
- Courtillers
- Juigné-sur-Sarthe
- Louailles
- Notre-Dame-du-Pé
- Parcé-sur-Sarthe
- Pincé
- Précigné
- Sablé-sur-Sarthe
- Solesmes
- Souvigné-sur-Sarthe
- Vion

Dal 2015 comprende i comuni di:
- Asnières-sur-Vègre
- Auvers-le-Hamon
- Avoise
- Le Bailleul
- Courtillers
- Dureil
- Juigné-sur-Sarthe
- Louailles
- Parcé-sur-Sarthe
- Notre-Dame-du-Pé
- Pincé
- Précigné
- Sablé-sur-Sarthe
- Solesmes
- Souvigné-sur-Sarthe
- Vion